# Ensemble Studios
Ensemble Studios was een Amerikaans computerspelontwikkelaar van Microsoft. Ensemble Studios is bekend geworden doordat ze de Age of Empires-serie ontwikkelden. Op 22 september 2008 werd door Microsoft bekendgemaakt dat Ensemble Studios na het uitkomen van het spel Halo Wars de deuren ging sluiten. Een aantal medewerkers hadden een baan aangeboden gekregen bij Microsoft. De meeste medewerkers gingen aan de slag bij de twee nieuwe opvolgers van Ensemble Studios: Robot Entertainment en Bonfire Studios.

## Spellen
- Age of Empires
  - Age of Empires: The Rise of Rome (uitbreiding)
- Age of Empires II: The Age of Kings
  - Age of Empires II: The Conquerors (uitbreiding)
- Age of Empires III
  - Age of Empires III: The War Chiefs (uitbreiding)
  - Age of Empires III: The Asian Dynasties (uitbreiding)
- Age of Mythology
  - Age of Mythology: The Titans (uitbreiding)
- Halo Wars

## Opvolger
Na de sluiting van Ensemble Studios hebben de oude werknemers twee nieuwe studio's opgericht. Tony Goodman, een van de oprichters van Ensemble Studios, heeft Robot Entertainment opgericht, en een ander deel van Ensemble Studios heeft de studio Bonfire Studios opgericht.